# An Bình (Biên Hoà)
An Bình is een phường van Biên Hòa, de hoofdstad van de provincie Đồng Nai.